# Oeral (bier)
Oeral was een Belgisch bier.
Het werd gebrouwen door De Dolle Brouwers te Esen (een deelgemeente van Diksmuide).
Oeral is een blonde India Pale Ale met een alcoholpercentage van 6%. Het was een erg bitter bier dat werd gebrouwen sinds 1986. Intussen wordt het niet meer gebrouwen.
Oeral was het moederbier van De Kavijaks, dat toch geen etiketbier is omdat er extra bewerkingen gebeurden.